# Dai Tamesue
Dai Tamesue (jap. 為末大 Tamesue Dai; ur. 3 maja 1978 w Hiroszimie) – japoński lekkoatleta.
Specjalizował się w biegu na 400 m przez płotki. Jest w tej konkurencji dwukrotnym brązowym medalistą mistrzostw świata: z Edmonton (2001) i Helsinek (2005). Zdobył także brązowy medal na Igrzyskach Azjatyckich w 2002 w Pusan. Był mistrzem Japonii na 400 m przez płotki w latach 2001–2005. Startował na igrzyskach olimpijskich w Sydney, Atenach i Pekinie.
Po nieudanym występie na mistrzostwach Japonii w 2012 zakończył karierę sportową.
Rekordy życiowe: Bieg na 400 metrów – 45,84 s; Bieg na 400 metrów przez płotki – 47,89 s (rekord Japonii).